# 北部アナトリア大地震 (1668年)
北部アナトリア大地震（ほくぶアナトリアおおじしん、トルコ語: Kuzey Anadolu Depremi）とは、1668年8月17日、オスマン・トルコ帝国、アナトリアの北部で発生した地震である。表面波マグニチュード(Surface Wave Magnitude)は、「7.8 - 8.0の範囲」と推定され、その最大震度は「9」と推定されている。西はボルから、東はエルズィンジャンまで、広範囲に亘って被害をもたらし、およそ8000人がこの地震で死亡した。トルコで発生し、記録に残っているものの中では、極めて強い地震である。

## 地理的構造環境
北部アナトリアは、アナトリア・プレート(The Anatolian Plate)とユーラシア・プレート(The Eurasian Plate)のあいだ、並進（横ずれ）境界（二つのプレートが擦れ違う境界）が交差するような形で位置している。ユーラシア・プレートに対し、アナトリア・プレートは、アラビア・プレート(The Arabian Plate)による継続的な北上運動により、西側へと押しやられている。この運動は、「北部アナトリア断層」という大規模な右横擦れ断層線によって発生する。この断層線は、東はカローヴァ三重接合点から、西はエーゲ海に至るまで、全長1500kmに及ぶ。この断層は個別に分割される形で構成され、その断層帯の一部で発生する運動が、大地震を惹き起こす原因となっている。地震は全体的に西側に伝播していく傾向にあり、長年に亘って相次いで発生することがある。1939年12月にエルズィンジャンで発生した大地震に始まり、1992年までにマグニチュードが「6.7」以上の大地震が10回発生している。1999年だけでも大地震が二度発生し、8月17日にイズミッツでマグニチュード7.6の地震が発生し、17118人が死亡し、11月12日にはドゥズジェでマグニチュード7.2の地震が発生し、894人が死亡した。

## 地震発生
歴史の記録分析によれば、1668年8月17日が到来する前、前兆となる地震が何度か発生していた。ニコラオス・アンブラースィーズ(Νικόλαος Αμβράζης)とキャロライン・フィンケル(Caroline Finkel)は、この地震のマグニチュードは「7.8 - 8.0」と推定している。地震の震源地はアマスィヤで、最大震度は「9」と推定されている。断層の破壊長は380kmで、トカッツでは半年間に亘って余震が続いた。この地震による破壊は、トルコの東部、コヨヒサーシュにまで及んでいた。アンブラースィーズとフィンケルによる研究では、この地震の衝撃で北アナトリア断層の三分の一が破壊され、地震による破壊帯と、それに伴う断層の切れ目は、これが大規模な地震であったことを示唆している。
1668年8月17日に発生したこの地震は、1719年、1754年、1766年、1859年、1893年の地震を含め、19世紀まで続いた西側に広がった一連の地震の、最初のものである可能性がある、と考えられている。

## 被害
ボルはこの地震で壊滅状態に陥り、「1800人が死亡した」と記録された。メルズィフォンとニキサーシュの間でも深刻な被害が発生し、「6000人が死亡した」と記録された。ボルからエルズィンジャン、黒海の沿岸のさまざまな地点でも地震による被害が発生した。1092年に黒海沿岸に建設されたサムスン城の城壁や塔はこの地震で酷く損壊し、建物の一部は破壊された。